# 深沟乡
深沟乡，是中华人民共和国甘肃省平凉市静宁县下辖的一个乡镇级行政单位。

## 行政区划
深沟乡下辖以下地区：
孙山村、王堡村、联民村、大岔村、麦顶村、深沟村、小户村和樊沟村。